# Sentai Filmworks
Sentai Filmworks, LLC là một công ty của Hoa Kỳ có trụ sở tại Houston, Texas, thường cấp phép các phim hoạt hình Nhật Bản tại Bắc Mĩ. Công ty được thành lập vào năm 2008 bởi John Ledford, trước đây công ty thuộc A.D. Vision.

## Lịch sử
Bắt đầu từ năm 2008, Sentai bắt đầu phát hành các bộ anime đầu tiên, bao gồm Clannad, Kaibutsu Ōjo, Koharu Biyori, Appleseed và Mahoromatic (trước đây từng được cấp phép bởi Geneon). Vào ngày 1 tháng 9 năm 2009, AD Vision bị giải thể, các quyền phân phối cho Sentai và Section23 Films đều bị hủy bỏ.
Vào năm 2014, Sentai Filmworks đã mở một cơ sở ghi âm và bản địa hóa nội bộ tên là Sentai Studios.
Vào tháng 3 năm 2017, Sentai ký thỏa thuận với Amazon để cấp phép cho một số anime mùa xuân năm 2017 trên dịch vụ streaming Anime Strike tại Hoa Kỳ.
Ngày 18 tháng 7 năm 2019, Sentai Filmworks mở một chiến dịch quyên góp trên trang GoFundMe để giúp đỡ phục hồi những tổn thất từ vụ phóng hỏa Kyōto Animation. Với mục tiêu là 750,000 USD, con số này tăng lên 1 triệu USD trong vòng 24 giờ và thu về tổng cộng 2,370,910 USD tại thời điểm kết thúc chiến dịch.
Ngày 5 tháng 9 năm 2020, dịch vụ Crunchyroll thông báo đã đạt thỏa thuận với Sentai Filmworks trong việc để Sentai phân phối các anime do Crunchyroll cấp phép dưới dạng băng đĩa tại gia. Granbelm, Shokugeki no Soma: The Fourth Plate, Honzuki no gekokujō và World Trigger là những tựa anime đầu tiên được lựa chọn trong việc phát hành này.
Vào ngày 5 tháng 1 năm 2022, AMC Networks thông báo mua lại công ty mẹ của Sentai Filmworks, Sentai Holdings, LLC, cùng với HIDIVE, Anime Network và Section23 Films.

### Thỏa thuận Sunrise và Tatsunoko
Vào ngày 4 tháng 7 năm 2013, trong một cuộc hội thảo công nghiệp tại Anime Expo, Sentai Filmworks công bố kế hoạch phát hành lại một số phim từ Tatsunoko Production. Danh sách phim được phát hành từ hai đối tác bao gồm loạt phim Gatchaman, Time Bokan: Royal Revival, Neo-Human Casshern và nhiều phim hoạt hình khác.
Ngày 8 tháng 8 năm 2013, Sunrise đưa ra thỏa thuận cấp phép cho Sentai Filmworks một số anime từ thư viện của họ mà trước đây từng được Bandai Entertainment cấp phép.

## HIDIVE
Năm 2017, khi dịch vụ phát sóng Anime Network Online bị ngưng hoạt động, HIDIVE LLC, một công ty không liên quan đến Anime Network, đã mua lại dịch vụ này và đưa vào một dịch vụ streaming mới có tên HIDIVE. Các đăng ký cũ của Anime Network Online cũng được chuyển sang cho HIDIVE.
HIDIVE là nhà cung cấp độc quyền các anime đã được cấp phép từ Sentai và Section23. Sau khi dịch vụ Anime Strike của Amazon ngừng hoạt động từ đầu năm 2018, HIDIVE bắt đầu phát lại các anime độc quyền của dịch vụ này.
Vào ngày 21 tháng 7 năm 2017, HIDIVE tuyên bố sẽ thêm phụ đề tiếng Tây Ban Nha và tiếng Bồ Đào Nha cho các anime trên dịch vụ.
Vào tháng 4 năm 2018, HIDIVE ra mắt loại hình "dubcast" (bản lồng tiếng Anh) để cạnh tranh với chương trình "simuldub" của Funimation. Giống như simuldub, các bản dubcast thường mất khoảng hai đến ba tuần mới có thể phát sóng sau lần phát sóng gốc ở Nhật Bản. 
Vào ngày 18 tháng 10 năm 2018, VRV thông báo rằng vào ngày 9 tháng 11 cùng năm, HIDIVE sẽ ra mắt một kênh riêng trên dịch vụ của họ, nhằm để thay thế Funimation.